# «Циклон» почнеться вночі
«„Циклон“ почнеться вночі» — радянський художній фільм за мотивами повісті Дмитра Морозова «Тридцять шість годин з життя розвідника». Знятий режисером Адою Неретнієце на Ризькій кіностудії в 1966 році.

## Сюжет
В кінці Великої Вітчизняної війни німецькою розвідкою робиться спроба організувати з оточених в районі Карпат військових частин диверсійні групи. Для координації дій, в рамках операції «Циклон», через лінію фронту повинен бути перекинутий капітан Шварцбрук, що має великий досвід. Радянський розвідник Лібель намагається завербувати Шварцбрука. Той не йде на контакт і гине в перестрілці. У ролі очікуваного начальством капітана доводиться використовувати Мішеля, одного з нелегалів. Він опиняється серед оточених підрозділів і ледь не провалює операцію: командир групи Крюгер, який особисто знав Шварцбрука, заарештував прибулого і вимагає у центру підтвердити його повноваження. Лібель, який мав доступ до радіодіалогу, змінює ситуацію на свою користь. Диверсанти були ізольовані фронтовою контррозвідкою, а Мішель під ім'ям Лемке, починає нову гру.

## У ролях
- Анатолій Ромашин —  обер-лейтенант Лібель
- Петро Горін —  Мішель, він же Лемке
- Велта Ліне —  фрау Кремер
- Леонід Сатановський —  капітан Отто Еріх Шварцбрук
- Артур Дімітерс —  підполковник Мельтцер
- Ольгерт Шалконіс —  гауптштурмфюрер Кльотц
- Аусма Драгоне —  Гелена
- Юрій Боголюбов —  майор Мельниченко
- Лев Перфілов —  обер-лейтенант Віллі Крюгер
- Яніс Мелдеріс —  Роденшток
- Любов Малиновська —  мати Гелени
- Олександр Смирнов —  Кребс
- Анатолій Азо —  Ланге
- Станіслав Коренєв —  Колесников
- Ю. Степанов —  Скляной
- М. Огоньков —  водій
- Евалдс Валтерс — епізод

## Знімальна група
- Сценарист: Дмитро Морозов, Іван Воробйов
- Режисер-постановник: Ада Неретнієце
- Головний оператор:  Вадим Масс
- Композитор:  Ромуальд Грінблат
- Художники:
  - Андріс Бауманіс (декоратор)
  - Наталія Шапоріна (костюми)
  - Карина Лапіна (грим)
- Звукооператор: Анна Патрікеєва
- Режисер: Ю. Целмс
- Оператор: Харій Кукелс
- Монтаж: Марія Едельман
- Редактор: Є. Вахрушева
- Консультанти: Х. Браун, полковник В. Іванов
- Директора: Зігфрід Краваліс, І. Ламізов